# Peter Weihs
Peter Weihs (* 24. August 1927 in Wien; † 30. September 1981 ebenda) war ein österreichischer Schauspieler, Regisseur und Theaterleiter.

## Leben und Wirken

### Theater
Weihs war nach dem Zweiten Weltkrieg ab Ende der 1940er Jahre als Theaterschauspieler in Wien tätig; fast gleichzeitig begann er seine Regietätigkeit.  In der Spielzeit 1951/52 war er als Schauspieler am Stadttheater Bern engagiert. In der Spielzeit 1955/56 war er als Schauspieler und Spielleiter am Tiroler Landestheater in Innsbruck sowie als Schauspieler für einen Teil der Spielzeit am Volkstheater Wien verpflichtet. 1957 brachte er beim ersten österreichischen Sommertheater nach dem Zweiten Weltkrieg in Klosterneuburg gemeinsam mit Helene Thimig den Urfaust auf die Bühne. Peter Weihs inszenierte 1961 vor dem Gartenpavillon des Stiftes Melk Shakespeares Lustspiel Was ihr wollt mit Hans Holt als Malvolio, mit Wolfgang Gasser, Maria Emo und Helli Servi; 1962 folgte Shakespeares Komödie Der Widerspenstigen Zähmung.
Ab der Spielzeit 1965/66 war Weihs bis zum Ende der Spielzeit 1973/74 Künstlerischer Direktor am Theater der Jugend in Wien. In der Spielzeit 1967/68 war er dort auch Oberspielleiter des Schauspiels.
Am Theater der Jugend trat er regelmäßig auch mit eigenen Inszenierungen hervor. 1968 inszenierte er Romeo und Julia am Theater der Jugend in Wien. 1970 führte er am Theater der Jugend Regie bei Samuel Becketts absurdem Drama Warten auf Godot. 1971 inszenierte er dort Georg Büchners Komödie Leonce und Lena mit Kurt Sobotka als Valerio. Nach seinem Ausscheiden als Direktor war er in der Spielzeit 1975/76 noch einmal als Schauspieler am Theater der Jugend engagiert.
Weihs war auch als Opernregisseur tätig. 1963 war er für die Neuinszenierung von Giuseppe Verdis Oper Don Carlos am Salzburger Landestheater als Regisseur verantwortlich. 1969 inszenierte er an der Wiener Kammeroper die komische Oper List und Liebe (La vera costanza) von Joseph Haydn; die musikalische Leitung hatte Hans Gabor.

### Fernsehen und Hörspiel
Weihs war ab den 1960er Jahren dann als Darsteller, später dann fast ausschließlich in Nebenrollen, in einigen wenigen Rollen in Fernsehproduktionen zu sehen.
1962 wirkte Weihs in einer Produktion des ORF unter der Regie von Erich Neuberg in der Rolle des hochbegabten jüdischen Assistenzarztes Dr. Wenger in der Tragikomödie Professor Bernhardi von Arthur Schnitzler mit.
In dem österreichischen Fernsehfilm 3. November 1918 aus dem Jahr 1965, einer Fernsehproduktion nach dem gleichnamigen Schauspiel des österreichischen Dramatikers Franz Theodor Csokor, war Weihs unter der Regie von Edwin Zbonek neben Erik Frey, Erich Auer und Walter Kohut als Oberleutnant von Kaminski zu sehen.
In der frühen Science-Fiction-Serie Alpha 2001 spielte er 1970 ein Mitglied der Besatzung der Laika 7. In der ersten und zweiten Folge der österreichischen Fernsehserie Die Abenteuer des braven Soldaten Schwejk spielte er die Rolle des Dr. Bautze. In der Episode Die Erbschaft aus der Fernsehserie Ein echter Wiener geht nicht unter spielte er 1975 den Notar. 1975 hatte er eine kleine Rolle unter der Regie von Axel Corti in dem Film Der Sohn eines Landarbeiters wird Bauarbeiter und baut sich ein Haus.
In Holocaust – Die Geschichte der Familie Weiss (1978) spielte er sowohl in der ersten als auch in der vierten Folge den Küster von St. Petri, der bei Pater Bernhard Lichtenberg arbeitet. Er diskutiert mit Lichtenberg über Erik Dorf und muss schließlich Inga Helms-Weiß die Nachricht vermitteln, dass Lichtenberg in das KZ Dachau deportiert wurde. Grund dafür waren seine kritischen Predigten, in denen er den Brand der Synagogen anprangerte.
1968 wirkte Weihs beim Österreichischen Rundfunk als Oberleutnant von Kaminsky [sic!] auch in einer Hörspielfassung des Stücks 3. November 1918  mit. 1974 wirkte er in einer Hörspielfassung von Karl Kraus’ Welttheater Die letzten Tage der Menschheit (Regie: Hans Krendlesberger; Musik: Alexander Steinbrecher) mit. 1978 führte er beim Österreichischen Rundfunk Regie in einer Hörspiel-Neuproduktion von Csokors Drama 3. November 1918. Weihs bearbeitete auch Theaterstücke für Hörspielfassungen, so 1978 auch das Mysterienspiel Das große Welttheater von Pedro Calderón de la Barca, eine ORF-Produktion mit Paul Hoffmann, Judith Holzmeister und Erich Auer.

## Filmografie
- 1965: 3. November 1918 (TV)
- 1970: Alpha 2001 (TV)
- 1972: Die Abenteuer des braven Soldaten Schwejk
- 1975: Ein echter Wiener geht nicht unter, Episode: Die Erbschaft (TV-Serie)
- 1975: Der Sohn eines Landarbeiters wird Bauarbeiter und baut sich ein Haus (Totstellen) (TV)
- 1978: Holocaust – Die Geschichte der Familie Weiss (Holocaust) (TV)